# Trias tothastes
Trias tothastes là một loài thực vật có hoa trong họ Lan. Loài này được (J.J.Verm.) J.J.Wood miêu tả khoa học đầu tiên năm 1994.